# Phred
Phredとは、ベースコールを行うプログラム。自動DNAシークエンサーから出力されたトレースを読み込んで塩基配列を出力する。開発された時点では他の手法と比較して40-50%低いエラー率を誇っていた。その後、PhredクオリティスコアはDNAシークエンシングの品質評価の基準として広く受け入れられ、今日でもシークエンシング技術の有効性を比較する際に用いられている。

## 背景
DNAシークエンシングでは、DNAを蛍光色素でラベルし、DNAを電気泳動で分離し、泳動後のバンドの蛍光強度を測定することでDNA鎖中の各塩基を解読していく。電気泳動のような手法を用いたシークエンシングの場合には結果としてトレースファイルが出力される。最後にこのトレースファイルから塩基配列を推測することになる。
DNAシークエンシングの自動化によって分子生物学の分野では膨大な塩基配列が生産されるようになったが、トレースデータの出力までがハイスループット化された一方でその後の処理のスループットの向上が追い付かずボトルネックとなっていた。このボトルネックを解消するため、データ解析ソフトの精度を向上させ、信頼に足る精度の評価指標を決定することが課題となっていた。そのために数多くのソフトウェアが開発され、Phredもそのようなソフトウェアの一つであった。

## 歴史
Phredは最初、1990年代初頭にセントルイス・ワシントン大学の Phil Green 教授によって考案された。開発にはLaDeana Hillier、Michael Wendl、David Ficenec、Tim Gleeson、Alan Blanchard および Richard Mott が貢献した。Greenは1990年代半ばにワシントン大学に異動し、その後の開発は彼自身とBrent Ewingが主導していた。Phredはヒトゲノム計画において重要な役割を果たし、プロジェクト中では大量の配列データがこれらのプログラムやスクリプトで自動的に処理された。Phredは今日でも、DNAシークエンシングにおいては学術界でも商用でも最も広く使用されているベースコール用のソフトウェアであり、それはベースコールの精度が高いことに依る。